# Pista de Atletismo Darwin Piñeyrúa
A Pista de Atletismo Darwin Piñeyrúa é a principal pista de atletismo de Montevidéu e do Uruguai. Está localizada no Parque Batlle, no bairro de mesmo nome, bem próximo ao Estádio Centenario. Lá são realizados os campeonatos nacionais da Confederação Uruguaia de Atletismo. Seu nome é uma homenagem ao atleta uruguaio Darwin Piñeyrúa.
Foi construída no local onde ficava o Estádio Parque Pereira, que era um estádio multiuso (preferencialmente utilizado para partidas de futebol), tornando-se um local para o atletismo como sua principal atividade. O Parque Pereira sediou 10 partidas da Seleção Uruguaia de Futebol, incluindo a Copa América de 1917, então conhecida como Campeonato Sul-Americano. Também sediou 13 clássicos do futebol uruguaio, entre Nacional e Peñarol.

## Competições internacionais

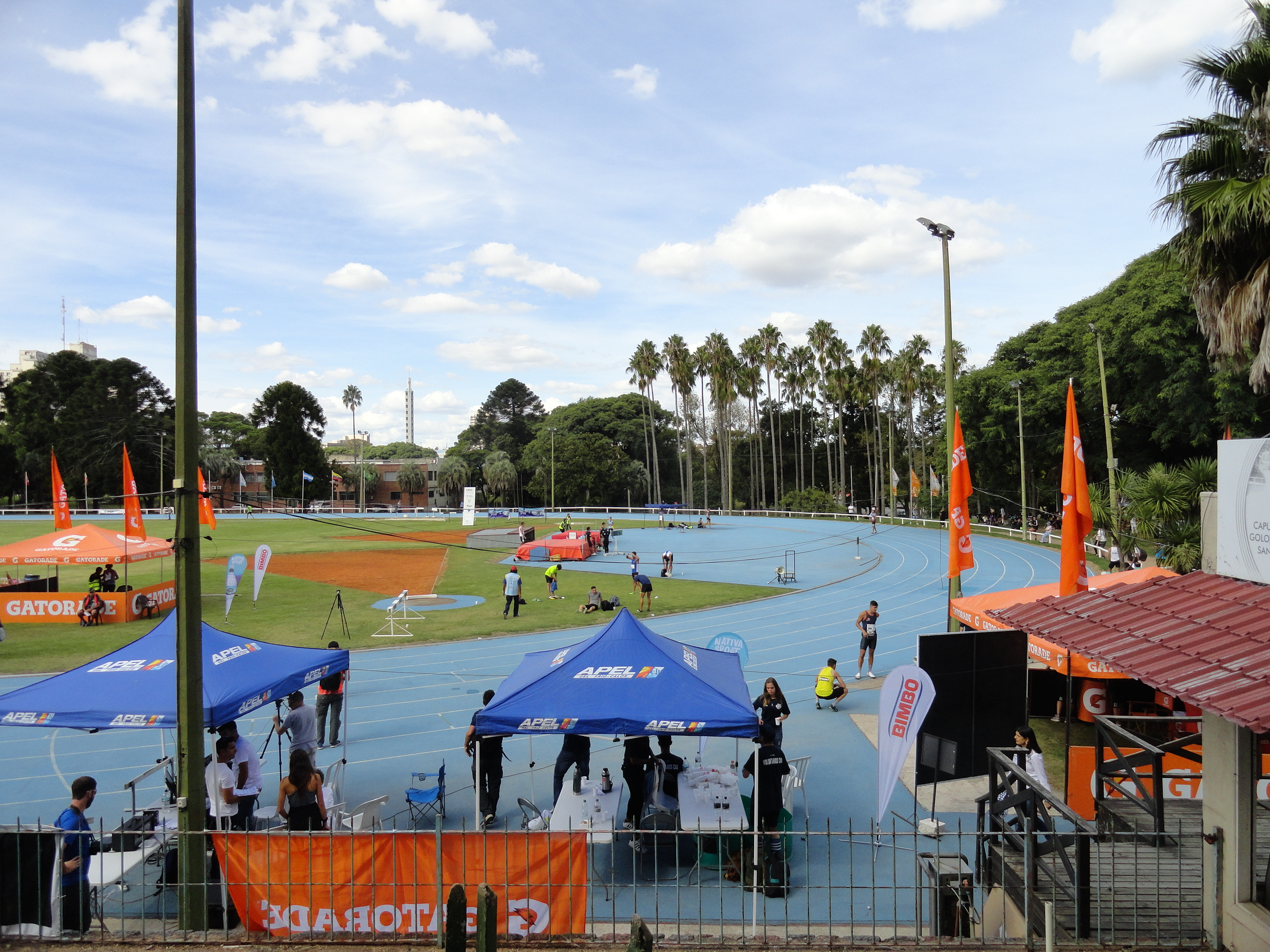
Pista de Atletismo durante o Grande Prêmio de 2019

O principal evento anual internacional no Uruguai é o Grande Prêmio Darwin Piñeyrúa e Estrella Puente, que é realizado na Pista de Atletismo. Outros eventos internacionais que foram realizados no local incluem:
- Campeonato Sul-Americano de Atletismo de 1977
- Campeonato Sul-Americano Sub-23 de Atletismo de 2014